# Кенни, Фионнуала
Фионнуала Брид Кенни (урожд. О'Келли) — ирландский специалист по связям с общественностью, жена бывшего премьер-министра Ирландии Энда Кенни. Она бывший сотрудник пресс-службы партии Фианна Файл.

## Жизнеописание
Фионнуала Кенни — дочь двух государственных служащих. Она родилась 1 марта 1956 года в Клонтарфе, Дублин.Получила образование в колледже Сент-Луис (средняя школа Сент-Луиса) в графстве Монахан. Затем она изучала французский и немецкий языки в Университетском колледже Дублина. О'Келли получила степень магистра французского языка в Университете Нанси во Франции.
Вернувшись в Ирландию, она записалась на курс по связям с общественностью. Его предлагало агентство AnCo, которое позже стало частью нынешней организации Foras Áiseanna Saothair (FÁS). О'Келли подала заявку на должность по связям с общественностью, которую в газете рекламировали как «национальную организацию». Фианна Файл была той организацией, которую упомянули в объявлении на работу. О'Келли обнаружила это только после того, как ей предложили собеседование. Она получила работу несмотря на пугающую встречу с Чарльзом Хоги во время интервью и стала пресс-секретарем Фианны Файл в здании заседаний парламента. В течение большей части следующего десятилетия она работала под руководством Хоги — лидера Фианны Файл и премьер-министра Ирландии с 1979 по 1981, в 1982 и с 1987 по 1992 годы. О'Келли собрала фотографии, опубликованные в книге «Дух нации: речи и заявления Чарльза Дж. Хоги (1957-86)» под редакцией Мартина Мансерга.
В марте 1987 года Кенни стала первой женщиной, возглавившей Информационную службу правительства Ирландии, и занимала эту должность до 1990 года. Затем она занимала должность руководителя по связям с общественностью в Raidió Teilifís Éireann (RTÉ), начиная с 1990 года. СМИ описывали её как «лучший актив» Кенни и его «секретное оружие».
В первый день работы 31-го Дала (9 марта 2011 года) лидер Фианны Файл — Мишель Мартин передал ей привет в зале после того, как её муж был избран премьер-министром. Энда Кенни отреагировал и сказал: «Если бы она всё ещё была с вами, вы бы сегодня были в гораздо более сильном положении».